# Jacob Vaughan
Pour les articles homonymes, voir Vaughan.
Jacob Vaughan, né le 30 juin 1999 à Londres, est un coureur cycliste britannique.

## Biographie
En 2016, Jacob Vaughan devient champion de Grande-Bretagne sur route juniors (moins de 19 ans),. L'année suivante, il s'impose sur la Guido Reybrouck Classic et termine cinquième du Grand Prix E3 juniors. Il représente par ailleurs la Grande-Bretagne lors des championnats du monde de Bergen, où il se classe 36e de la course en ligne juniors. 
Remarqué par ses bons résultats, il intègre la réserve de la formation World Tour Lotto-Soudal en 2018. Il connaît cependant une saison difficile, gâchée par une carence en fer une fracture de la clavicule. Après cette expérience, il revient en Grande-Bretagne en 2019 pour rejoindre l'équipe continentale Canyon DHB-Bloor Homes,. 
En 2020, il reprend finalement une licence en Belgique au club Indulek-Doltcini-Derito. Dans une saison perturbée par la pandémie de Covid-19, il s'impose sur le GP Koen Barbé, une course régionale disputée à Lierde-Sainte-Marie. Il s'engage ensuite avec le CC Étupes en 2021. 
En 2022, il évolue au sein de l'équipe Saint Piran. En aout, il est sacré champion de Grande-Bretagne de gravel. Deux mois plus tard, il est sélectionné en équipe nationale pour participer aux premiers championnats du monde de gravel, dans la région de Vénétie.

## Palmarès et résultats

### Palmarès par année
- 2016
  -  Champion de Grande-Bretagne sur route juniors
- 2017
  - Guido Reybrouck Classic
  - De Arend der Juniors
  - 1re étape du Sint-Martinusprijs Kontich (contre-la-montre par équipes)
  - 2e de la Perfs Pedal Race
  - 2e du championnat de Grande-Bretagne de l'américaine juniors
  - 3e du Jock Wadley Memorial
- 2019
  - Perfs Pedal Race
- 2020
  - GP Koen Barbé
- 2022
  -  Champion de Grande-Bretagne de gravel
- 2024
  - Jock Wadley Memorial
- 2025
  - Jock Wadley Memorial

### Classements mondiaux
| Année                                 | 2018  |
| ------------------------------------- | ----- |
| Classement mondial                    | 2914e |
| UCI Europe Tour                       | 1896e |
|                                       |       |
| Légende : nc = non classéSource : UCI |       |